# St.-Marien-Kirche (Coburg)

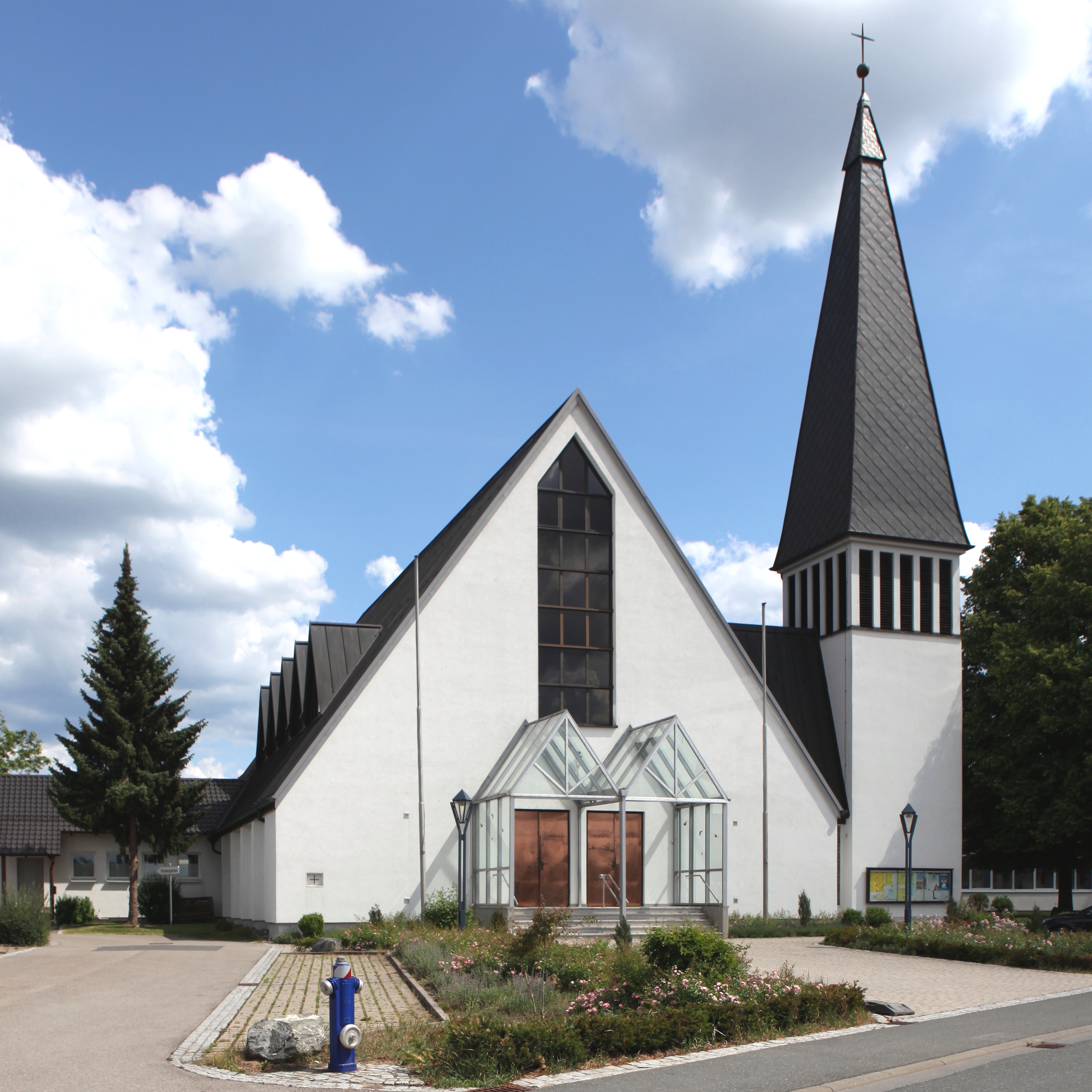
St. Marien, Coburg

Die St.-Marien-Kirche ist eine römisch-katholische Kirche des Erzbistums Bamberg. Sie steht an der Spittelleite auf der Bertelsdorfer Höhe in Coburg.

## Geschichte
Auf dem Gelände, das seit 1957 im Besitz der katholischen Kirche ist, wurde am 14. Januar 1962 unter Dekan Gärtlein aus Ebensfeld der Grundstein gelegt. Gebaut wurde nach den Plänen des Coburger Architekten Josef Rauschen. Die erste Heilige Messe wurde am 17. November 1963 gefeiert, als der Rohbau fertig war, aber die Inneneinrichtung noch fehlte. Die Weihe folgte am 14. Juni 1964 durch den Bamberger Erzbischof Josef Schneider. Am 7. März 1965 wurde St. Marien selbständige Pfarrei. Neben der Marienkirche entstand auch ein Kapuzinerkloster. Erster Pfarrer war der Kapuzinerpater Johannes Goth. 1985 wurde der Altarraum im Sinne der Liturgiereform des Zweiten Vatikanischen Konzils erneuert. 1997 zog sich der Kapuzinerorden aus Coburg zurück.

## Architektur

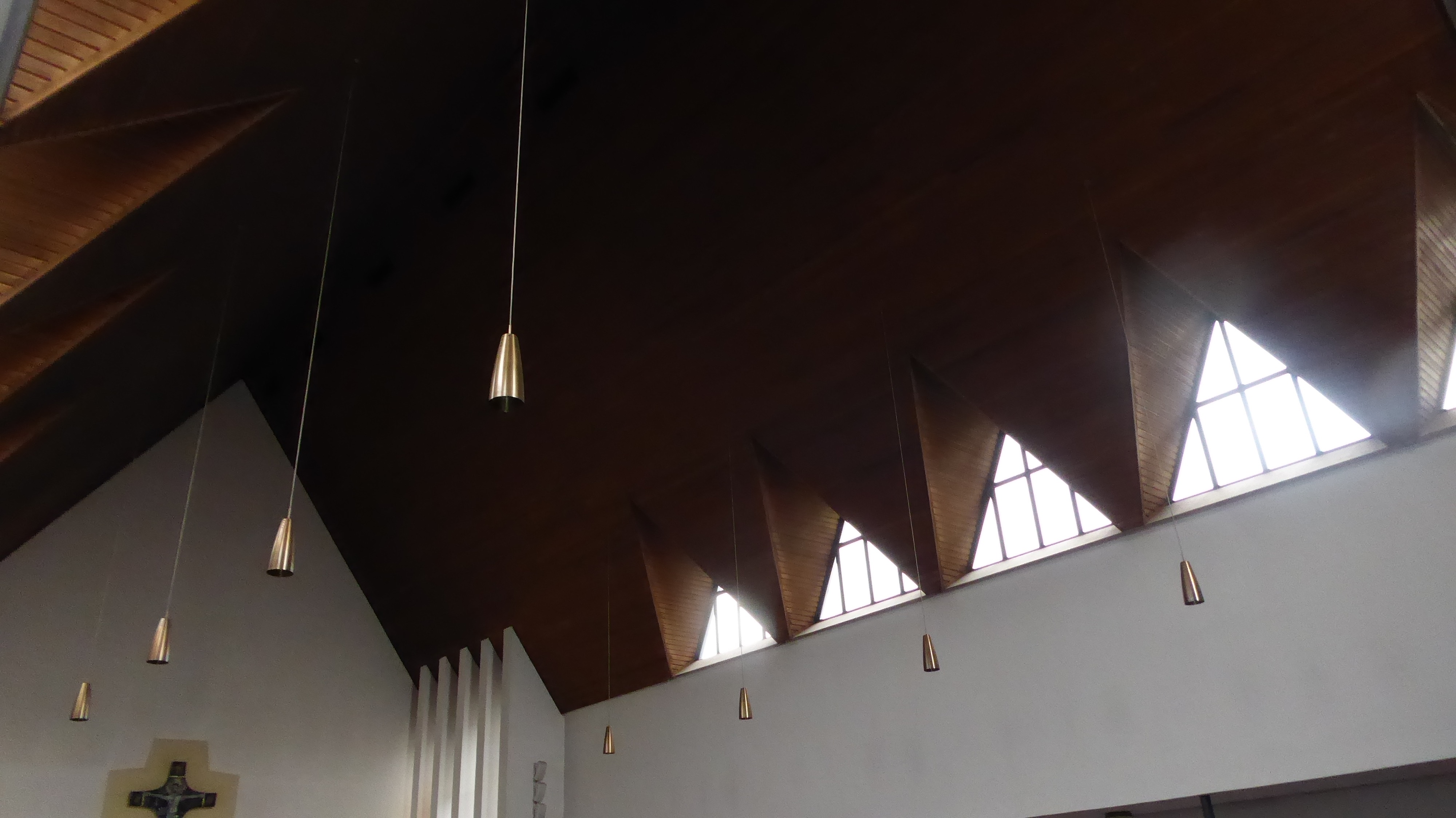
Hier sieht man die Dachkonstruktion und die Fenster der Kirche am Dach

Die chor- und fensterlose Hallenkirche hat ein tiefgezogenes Zeltdach. Sie wird durch je fünf dreieckige Dacherkerfenster und die große Glaswand der westlichen Giebelseite des Doppeleingangs belichtet. Holzpaneelen verkleiden die gesamte Kirchendecke. Der seitlich angebaute, gedrungene Turm ist mit einem hohen Pyramidendach versehen und beherbergt im Erdgeschoss eine Taufkapelle.

## Ausstattung
Die Kirche ist nach Südosten ausgerichtet. Anstelle eines am Ostgiebel außen hängenden leeren Holzkreuzes hängt seit 1977 im Inneren hinter dem Altar ein Glas-Mosaikkreuz von Hugo Hußla. Die violette Farbe verweist auf die Passion. Die vier eingelassenen Bergkristalle sollen die Auferstehung Christi und die Botschaft der Evangelien symbolisieren.
Auf der rechten Seite steht auf einer Säule erhöht eine Bronzestatue von Maria, die das Jesuskind im Arm hält und dem Betrachter zeigt; zu ihren Füßen liegen sechs Rosen. Die Taufgruppe und das Weihwasserbecken stammen aus der Hand Anton Rückels (1919–1990). Seit 2002 gibt es 14 kleine Bronzereliefs des italienischen Künstlers Antonio Vedele (1930–1997) als Kreuzweg.
Der Taufstein, das Tabernakel, der Ambo und der Altar sind aus grünem italienischen Marmor.

## Orgel

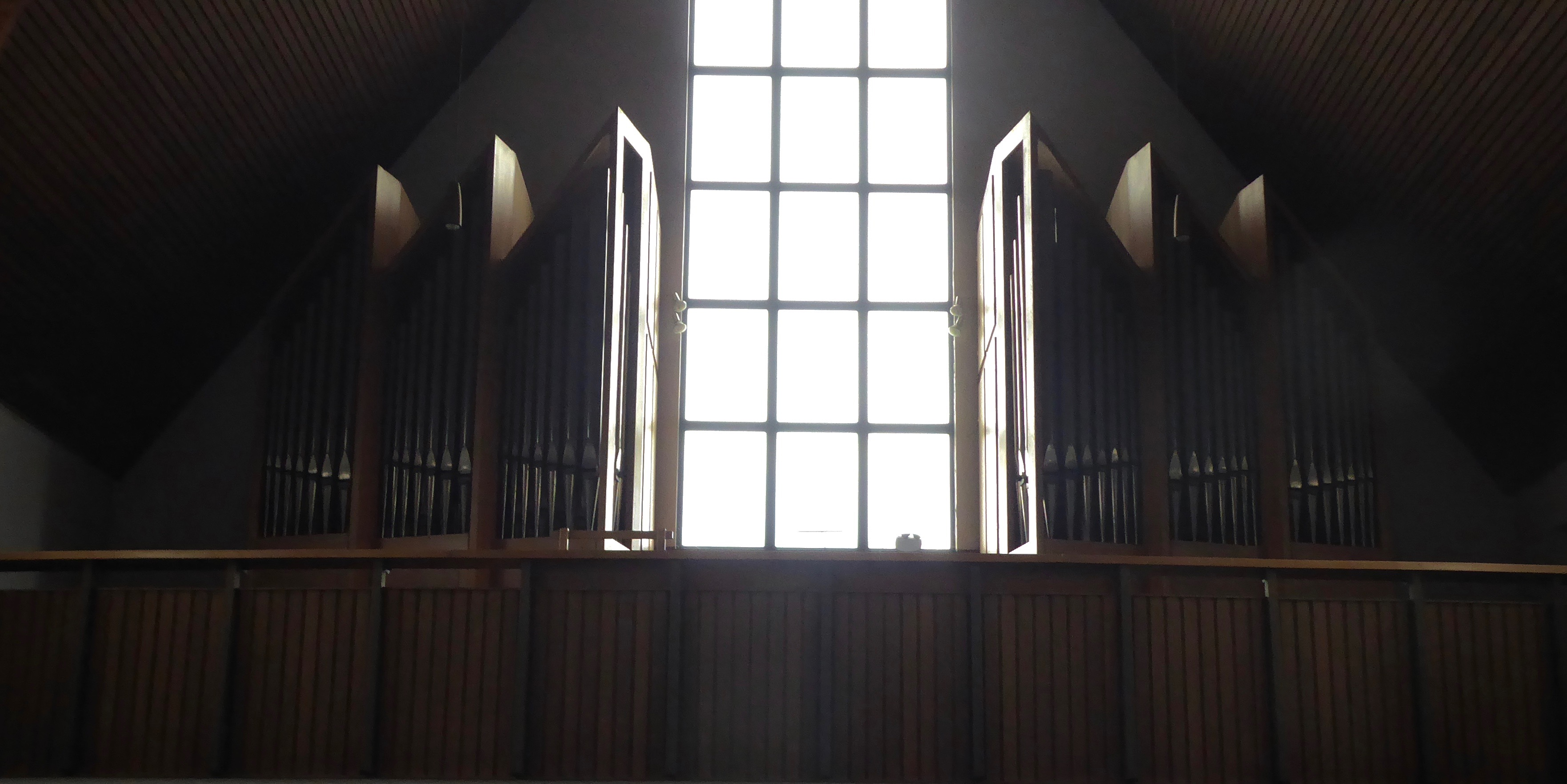
Die Orgel aus der Werkstatt Eisenbarth

Die Orgel mit ihrem zweiteiligen Prospekt wurde 1981 gefertigt und stammt aus der Werkstatt Eisenbarth in Passau. Sie verfügt über 22 Register auf zwei Manualen und Pedal mit mechanischer Spiel- und elektrischer Registertraktur. Sie hat folgende Disposition:
| I Hauptwerk C–g3 |             |       |
| 1.               | Prinzipal   | 8′    |
| 2.               | Rohrflöte   | 8′    |
| 3.               | Oktave      | 4′    |
| 4.               | Spitzflöte  | 4′    |
| 5.               | Quinte      | 2 ⁄3′ |
| 6.               | Superoktave | 2′    |
| 7.               | Mixtur IV–V | 1 ⁄3′ |
| 8.               | Trompete    | 8′    |
|                  | Tremulant   |       |

| II Schwellwerk C–g3 |             |        |
| 9.                  | Holzgedackt | 8′     |
| 10.                 | Spitzgambe  | 8′     |
| 11.                 | Prinzipal   | 4′     |
| 12.                 | Koppelflöte | 4′     |
| 13.                 | Quinte      | 2 ⁄3′  |
| 14.                 | Waldflöte   | 2′     |
| 15.                 | Terz        | 1 3⁄5′ |
| 16.                 | Scharff III | 1′     |
| 17.                 | Schalmey    | 8′     |
|                     | Tremulant   |        |

| Pedal C–f1 |               |       |
| 18.        | Subbaß        | 16′   |
| 19.        | Oktavbaß      | 8′    |
| 20.        | Offenbass     | 4′    |
| 21.        | Hintersatz IV | 2 ⁄3′ |
| 22.        | Fagott        | 16′   |

- Koppeln: II/I, I/P, II/P
- Spielhilfen: 3 freie Kombinationen, Schwelltritt, Tuttiknopf und Einzelzungenabsteller

## Glocken
Die vier Glocken wurden 1963 von der Firma Perner in Passau gegossen und tragen die Namen Christkönig, Maria, Joseph und Michael. Sie haben die Schlagtöne f1, a1, c2, d2.